# Zampa (ópera)

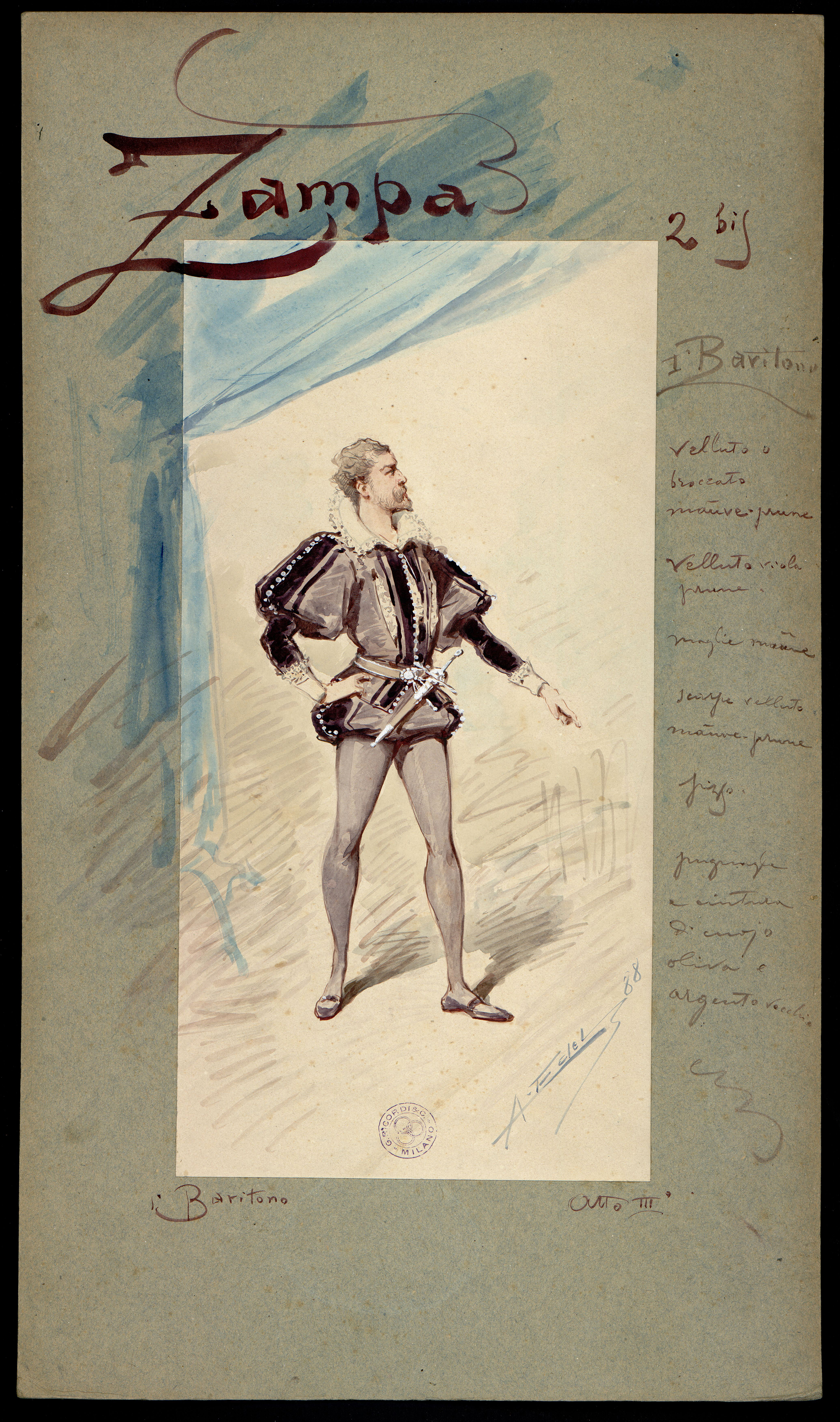
Boceto del personaje Zampa (1888)

Zampa, ou La fiancée de marbre (Zampa, o La novia de mármol) es una opéra comique en tres actos con música de Louis Joseph Ferdinand Hérold y libreto de Mélésville. La obertura de la ópera es una de las obras más famosas y una obra principal en el repertorio orquestal. Se estrenó en París el 3 de mayo de 1831 en el Teatro Nacional de la Opéra-Comique (Salle Ventadour). 

## Historia
Tras su estreno en 1831 se convirtió en una obra popular, logrando 500 interpretaciones para el año 1877. En el siglo XX, sin embargo, desapareció del repertorio. Fue también popular en Alemania e Italia, en este último país el diálogo hablado fue reemplazado por recitativos. En las estadísticas de Operabase aparece con sólo 3 representaciones en el período 2005-2010, siendo la primera y única de Hérold que aparece. Fue repuesta en la Opéra-Comique en marzo de 2008 bajo dirección de William Christie en una producción de Macha Makeïeff y Jérôme Deschamps.  (enlace roto disponible en Internet Archive; véase el historial, la primera versión y la última).

## Personajes
| Personaje                      | Tesitura     | Reparto del estreno, 3 de mayo de 1831 (Director:) |
| ------------------------------ | ------------ | -------------------------------------------------- |
| Zampa, un pirata               | tenor        | Jean Baptiste Marie Chollet                        |
| Alphonse de Monza              | tenor        | Moreau-Cinti                                       |
| Camille, prometida de Alphonse | soprano      | Casimir                                            |
| Daniel                         | tenor        | Féréol                                             |
| Ritta                          | mezzosoprano | Boulanger                                          |
| Dandolo                        | tenor        | Juliet                                             |